# Aníbal Quijano Obregón
Aníbal Quijano Obregón (Yanama, 17 de novembre de 1928 - Lima, 31 de maig de 2018) va ser un sociòleg i teòric polític peruà.
Va ser professor a la Universitat Nacional Major de San Marco (UNMSM) fins al 1995. Des de 1986 va ser professor de la Universitat de Binghamton, als Estats Units. El 2010 va fundar la càtedra «Amèrica Llatina i la Colonialitat del Poder», a la Universitat Ricardo Palma, a Lima. Va residir en aquesta ciutat des de la dècada de 1940, a excepció de dos períodes a Santiago de Xile: el primer quan va realitzar els seus estudis de màster a la Facultat Llatinoamericana de Ciències Socials (FLACSO), i el segon entre 1965 i 1971 com a investigador de la Divisió d'Assumptes Socials de la Comissió Econòmica per a Amèrica Llatina i el Carib (CEPAL), a més d'un any exiliat a Mèxic el 1974, quan va ser professor a la Universitat Nacional Autònoma de Mèxic (UNAM).

## Biografia

### Dècades de 1950 i 1960: formació intel·lectual i inicis en l'activisme polític
Aníbal Quijano va néixer a Yanama, ciutat andina de Conchucos, a la regió d'Ancash, situada al nord de Lima. El 1948, va ingressar a la Facultat de Ciències de la Universitat Nacional Major de San Marcos, el mateix any en què s'inicià el règim militar de Manuel Odría, que s'estendria fins al 1956. Els seus anys com a estudiant universitari van ser complicats a causa de l'agitada situació política del país i a l'activisme que va exercir paral·lelament als seus estudis. Durant la seva estada a la UNMSM, la participació en la política estudiantil el va portar a estar un mes a la presó el 1948, no podent acabar els estudis fins a l'any següent, quan ja s'havia traslladat a la Facultat de Lletres. A inicis de 1950, es decidí per seguir la carrera d'Història en lloc de la de Literatura. Aquesta elecció resultaria crucial per al curs de la seva carrera professional i intel·lectual. Aquell mateix any es decantà per una opció política socialista i revolucionària, però és novament empresonat el novembre de 1950 i no en sortí fins a la fi de l'any següent. El 1952, la dictadura el va obligar a deixar la seva ocupació com a professor de secundària, encara que va aconseguir acabar el primer any de la carrera d'Història. Durant aquests anys, tornaria a passar a la clandestinitat en diverses ocasions, essent empresonat per períodes breus i patint tota mena d'abusos. Segons el propi Quijano:
En aquell temps, la policia em va despullar, dues vegades en dos anys, de tots els meus documents de treball, que eren molts, i de tota l'escriptura que una desolada vigília de massa hores durant molts anys havia recollit abundantment. Cada vegada em vaig sentir com si no hagués fet res, mai. I en un moment d'aquell 1953, això sí ho recordo amb precisió, vaig decidir que no tornaria escriure. Tot el que jo podia dir, ja estava escrit i millor.
Al mateix temps, Aníbal Quijano va estudiar de forma autònoma l'obra de Karl Marx, Lenin, Lev Trotski i altres autors d'índole socialista i revolucionària. Resulta important assenyalar la importància que va tenir la formació independent de Quijano en la seva teoria revolucionària, ja que aquesta el va portar, d'una banda, a distanciar-se de les postures ortodoxes preponderants en l'escena intel·lectual de l'època, és a dir l'estalinisme i, d'altra banda, a esforçar-se per a elaborar un pensament propi, original i heterodox.
Al llarg dels següents anys, les seves recerques privilegiarien l'obra de Marx, sense abandonar altres lectures variades en els camps teòrics i polítics. Va treballar al llarg de la dècada del 1950 en diferents arxius (sobretot, en els relacionats amb l'esclavitud al país) i com a professor de secundària. Els seus testimonis sobre aquells anys indiquen un intens treball intel·lectual i polític, el qual va servir com a preparació perquè en la següent dècada produís textos molt diversos entre si, però dotats d'una gran rigorositat i sustentats per nombrosos corrents de pensament peruans, llatinoamericans i mundials. En aquells anys va iniciar el seu ensenyament universitari a la UNMSM i a la Universitat Nacional Agrària La Molina, ambdues a la ciutat de Lima.
Durant la dècada del 1960, Quijano va produir diversos textos, els quals marcarien l'inici de línies d'estudi posteriors. El 1962, va escriure Charles Wright Mills, conciencia crítica de una sociedad de masas, breu homenatge al llavors recentment traspassat sociòleg estatunidenc. Entre 1964 i 1967 va escriure tretze textos, la majoria reflexionis extenses sobre teoria sociològica, identitat chola al Perú, història i context contemporani de la política peruana, moviments camperols a l'Amèrica Llatina, canvis socials relacionats amb la urbanització i el procés de marginalització a l'Amèrica Llatina. Entre 1966 i 1971, vivint a Xile com a investigador de la CEPAL, va realitzar importants contribucions als debats de la teoria de la dependència, les quals parteixen de la comprensió que «la totalitat social que concerneix als països llatinoamericans és conformada pel sistema de relacions d'interdependència format pels països capitalistes».

### Dècada de 1970: el Moviment Revolucionari Socialista,Sociedad y Política, i l'experiència de la CUAVES
El 1972, vivint novament a Lima, Quijano es va comprometre amb diferents fronts de lluita contra el govern militar. Va fundar, al costat d'intel·lectuals, obrers i estudiants, el Moviment Revolucionari Socialista (MRS), que àdhuc essent una organització reduïda, va aconseguir articular-se amb nuclis obrers i estudiantils en diverses regions del país i, sobretot, a la Comunitat Urbana Autogestionària de Villa El Salvador (CUAVES). A més, al costat d'un grup d'intel·lectuals de l'esquerra crítica peruana, entre ells Julio Cotler, César Germaná, Felipe Portocarrero i Heraclio Bonilla, creà la revista Sociedad y Política, de la qual Quijano va ser director des del primer número (1972) fins a l'últim (1983). La revista es va declarar marxista, socialista i revolucionària, sense vinculació a un grup polític concret i oberta a la participació de tota l'esquerra revolucionària peruana.
Els articles de Quijano, al llarg dels onze anys de la revista, van privilegiar, d'una banda, les anàlisis que articulen les polítiques concretes del govern militar a les necessitats del capitalisme internacional i, d'una altra banda, el moviment concret i les alternatives possibles per a les organitzacions obreres, camperoles i populars del país. També va escriure alguns articles sobre Xile (1972) i Bolívia (1980), alhora que va publicar escrits de pensadors estrangers, com Francisco Weffort, Rudolf Bahro o Ruy Mauro Marini. A causa de la seva activitat política, la junta militar decideix bandejar Quijano, al costat de Julio Cotler, al·legant excessos en les seves anàlisis crítiques a Sociedad y Política número 4, de setembre de 1973, en la qual Quijano havia escrit «La conjuntura política i les tasques de la classe obrera». Rodrigo Montoya, no obstant això, proposà que la participació activa del MRS a la CUAVES va ser un motiu velat, però fonamental, per a la deportació.
La CUAVES va ser una «experiència de democràcia directa en tots els àmbits d'interès col·lectiu», per part d'un centenar de milers de persones que van ocupar una territori de Lima el 1971 i van obligar l'Estat a acceptar la seva institucionalitat comunitària. Quijano va tenir una participació activa en la cristal·lització d'aquesta experiència. Un dels fundadors del MRS, Apolinario Rojas, obrer tèxtil resident a Villa El Salvador, va promoure la manutenció i expansió d'aquest caràcter comunitari, contra la intenció del govern militar de transformar Villa el Salvador en un barri més de Lima. Mitjançant el debat intern en les assemblees comunitàries, es va decidir, el 1973, per la institucionalització de Villa El Salvador com a Comunitat Urbana Autogestionària (CUAVES), amb orientació socialista i anticapitalista. Quijano va denominar aquesta experiència com un exemple de «cultura política quotidiana». I si bé no era resident de la CUAVES, tenia un diàleg directe no només amb Apolinario Rojas, sinó amb líders de diferents tendències polítiques en la comunitat, per la qual cosa va ser prioritari per part del govern militar apartar-lo d'aquesta experiència.
A causa del desterrament imposat pel govern militar, Quijano va passar l'any 1974 com a professor de la UNAM, tornant al Perú el 1975, el mateix any en què el govern de Juan Velasco és enderrocat per l'ala més reaccionària de la junta militar. Pel que fa a la seva labor al MRS i a la revista Sociedad y Política, Quijano va constatar la gravetat de la crisi i la severitat amb la qual el nou govern reprimia les mobilitzacions de la classe obrera, així com l'augment de les protestes populars i la seva major aproximació al socialisme i a la crítica al sistema capitalista. Entre 1975 i 1979, només es van publicar tres números de Sociedad y Política, a causa del fet que el MRS va participar intensament en les lluites populars d'aquells anys. Entre 1976 i 1980, el MRS va editar la revista mensual Revolución Socialista, i és molt probable que una part considerable dels articles fossin obra de Quijano, a pesar del seu caràcter anònim. El 1978, també es va editar Sociedad y Política Quincenal, sota la direcció reconeguda de Quijano, encara que sense articles signats. La major periodicitat d'ambdues revistes i la brevetat dels seus articles subratllen la urgència de l'època. Les protestes es van intensificar i el 1977 ocorre la primera vaga general del Perú des de 1919, al Comitè Unificat de Lluita del qual es trobava l'integrant del MRS Apolinario Rojas com a representant del sindicat tèxtil.

### Dècada de 1980: derrota dels moviments socials i etapa de revisió i reformulació
Els efectes de la crisi econòmica mundial sobre les classes treballadores es van endurir en els anys següents i les vagues i confrontacions es van estendre al país. En aquest context, el govern militar, les elits i part de l'esquerra van concertar eleccions generals pel 1980. Denunciant el que percebia com una maniobra política destinada a confondre i diluir la força de la lluita proletària, Quijano escrigué «Los usos de la democracia burguesa», on va evidenciar els elements demagògics en ella presents. En aquest moment, Quijano, a través de les pàgines de les revistes que dirigia, concep el socialisme com la democràcia directa de la classe treballadora. No obstant això, els moviments obrers es van desarticular davant la precarització general del treball que va esdevenir-se. Al Perú, la CUAVES va perdre la batalla per la seva autonomia contra les forces de l'Estat i de l'esquerra burocràtica el 1983, el mateix any en què, sense articles signats per Quijano, Sociedad y Política publicava el seu últim número. També el MRS es va dissoldre en aquells anys.
Quijano va comprendre el fracàs, però sense assumir-lo com a definitiu, de manera que la dècada del 1980 va ser de revisió i reformulació teòrica. El seu moviment reflexiu va privilegiar dos temes extensos i interrelacionats: el de la identitat llatinoamericana i el de les formes d'agrupament social que la crisi va propiciar o a les quals va dotar d'un nou sentit sociològic. Els textos que donen compte d'aquesta problemàtica, «La nueva heterogeneidad estructural en América Latina» i «Poder y Crisis en América Latina», indaguen sobre la «multi-inserció» d'una població dominada heterogènia, és a dir, sobre la seva participació en diferents i contradictoris processos d'agrupament social, la seva relació amb l'Estat i amb les formes d'agrupament classista. Tot i que el debat a l'Amèrica Llatina era incipient, es feren visibles dos temes posteriorment decisius per a la teorització de la colonialitat del poder: a partir de recerques a Bolívia, Equador i Mèxic, Quijano destaca la importància creixent de l'organització al voltant d'allò ètnic, i des de les seves recerques a Xile i de pròpies reflexions sobre la CUAVES i altres experiències llatinoamericanes, adverteix sobre formes d'agrupació al voltant de la reciprocitat en el treball i de la gestió col·lectiva de l'autoritat.

### 1990: la «colonialitat del poder» i la multiplicitat de les lluites socials
La dècada del 1990 de Quijano va estar marcada per la formulació de la teoria de la «colonialitat del poder», però també per la dictadura fujimorista que, enmig del que ell va denominar «tèrbol i sagnant intercanvi terrorista entre l'Estat i l'agrupació maoista Sendero Luminoso», imposa el neoliberalisme al Perú sense oposició organitzada. Quijano manifestà la seva oposició al règim i, en ser envaïda la Universitat Nacional Major de San Marcos per les Forces Armades, presentà la seva dimissió com a protesta el 1995.

A inicis d'aquesta dècada, Quijano va advertir que la situació originada després de la caiguda del mur de Berlín i la desaparició de la Unió Soviètica, oferia un panorama summament advers per als moviments socials. Fent una anàlisi retrospectiva, va observar que les raons de l'aclaparadora victòria del capitalisme podia rastrejar-se des de l'inici de la crisi del petroli del 1973. Va assenyalar que l'amplitud, diversitat i radicalitat creixent dels moviments socials al voltant del món, que van ocórrer durant les dècades finals del segle xx, contenien reivindicacions que definia com «l'autoreproducció democràtica de la societat», les quals amenaçaven tant el capitalisme com les burocràcies controladores dels Estats de l'anomenat «socialisme realment existent», la qual cosa va generar per part d'ambdues forces un ampli i conjunt esforç contrarevolucionari. Així mateix, els governs socialistes no alineats a Moscou, Àfrica, Bolívia i Xile van ser substituïts per règims dictatorials, subsidiaris de les potències de la Guerra Freda. Finalment, entre els anys 1970 i 1980, el neoliberalisme es va expandir per tot el planeta sobre els romanents dels moviments obrers, afeblits per la creixent «marginalització» o «desocupació estructural», derivada de la pèrdua d'importància de la mà d'obra per al capitalisme financer. Tots aquests factors havien conduït, en els anys 1990, a la derrota de les mobilitzacions populars de la segona meitat del segle xx. Davant d'aquesta conjuntura, Quijano va apostar per les noves lluites que en aquell moment amb prou feines es formulaven:
La fi d'aquesta Història no ocorrerà pacíficament. Mai no va ocórrer així la fi de cap Història. Tothom pagarà les conseqüències. No tot està dit ni decidit, però, sobre la sort que correran, que correrem, les víctimes. Perquè, malgrat Hegel i Fukuyama, no existeix cap entitat suprahistòrica que predecideixi el nostre destí. I enlloc no està escrit que serem sempre derrotats. És, per contra, el moment de trencar amb les reixes de l'eurocentrisme i de preparar l'altra Història, la que resultarà de les grans lluites que ja estan a la vista. Aquesta nova Història pot ser la nostra Història!
L'emergència del «moviment indígena» als països andins i mesoamericans durant la dècada del 2000, va ser per Quijano uns dels signes majors de la crisi de la colonialitat del poder. En aquest escenari, va albirar comla institució «comunitat indígena», d'origen colonial, l'àmbit en el qual els pobles autòctons van poder històricament defensar una important autonomia, es torna un espai de «reidentificació». Aquest espai, a més, alberga tradicions de pràctiques democràtiques i de reciprocitat en el treball, confluents amb les pràctiques de molts altres pobles explotats en l'època contemporània, però potser amb un grau major d'institucionalització social i una major capacitat present i futura de cohesió social. Quijano va sostenir que, al llarg de tot el segle xx, va haver-hi un desacord «entre l'imaginari històricocrític i l'experiència històrica concreta». El primer va ser dominat per la versió més eurocéntrica de l'herència de Marx: el «materialisme històric», i es va dirigir al control de l'Estat nació, en oposició a les experiències històriques que a partir de la dècada del 1960 van demandar l'«autoreproducció democràtica de la societat». Segons ell, la violenta i reeixida contrarevolució va impedir que aquests moviments establissin un ferm imaginari alternatiu. No obstant això, les seves recerques i la seva proximitat política als moviments indígenes li permetrien afirmar en el text ¿Bien Vivir?: entre el «desarrollo» y la des/colonialidad del poder:
 […] no obstant la derrota dels moviments antiautoritaris i antiburocràtics, i de la subsegüent imposició de la «globalització» del nou Capitalisme Colonial Global, la sement d'un horitzó històric nou va poder sobreviure entre la nova heterogeneïtat historicocultural de l'imaginari mundial, i germina ara com un dels signes majors de la proposta del Bon Viure.
Per això, el 2009, a partir de la confluència de les preocupacions dels pobles indígenes i de la comunitat científica i intel·lectual respecte de la situació mundial:
[…] el moviment dels més dominats d'aquest món, els que si venen els seus mitjans de subsistència no podrien existir, i al mateix temps aquells que ens fan adonar que si això s'acaba, ningú de nosaltres no podríem viure. Llavors, per fi, emergeix un altre horitzó de sentit històric que ja està aquí, que ja està començant, perquè no és només el discurs, no són només assemblees, estan reorganitzant les seves comunitats, estan associant les seves comunitats, estan generant una altra forma d'autoritat política al món que haurà de competir i entra en conflicte amb l'Estat mentre l'Estat encara estigui allí. És un element nou. Això no és només una utopia, això està començant, estem començant a conviure amb el futur. Podem ser derrotats, fins i tot el món pot acabar-se, però no té volta enrere.

## Pensament
Des que va donar inici a la seva producció intel·lectual en els anys 1960, Quijano ha abordat diversos temes d'estudi relatius a la realitat social i històrica llatinoamericana, elaborant una gran varietat d'escrits on han destacat com a elements comuns: l'anàlisi profunda de la realitat llatinoamericana —i sobretot la peruana— sense caure en l'ortodòxia teòrica, la crítica constant a les relacions d'explotació econòmica, social i cultural del capitalisme, i una preocupació ètica per la veritable democratització de les societats llatinoamericanes. Ramón Pajuelo identifica tres etapes o moments «tematicocronològics» principals en la trajectòria intel·lectual del pensament de Quijano: el primer d'ells, entorn dels intensos debats sobre la teoria de la dependència, al llarg dels anys 1960 i 1970, durant els quals va ser part de la plèiade d'intel·lectuals llatinoamericans fundadors d'aquesta teoria. Un segon moment cobreix de manera especial els temes d'identitat, modernitat, estat i democràcia, sobretot durant els anys 1980. El tercer s'inicia en la dècada del 1990 i comprèn les seves reflexions sobre eurocentrisme, colonialitat, nació i globalització.
D'aquests estudis, la formulació de la Teoria de la Colonialitat del Poder (TCP) en la dècada de 1990, és sens dubte la major contribució d'índole teòrica per part de Quijano a les ciències socials i al pensament crític llatinoamericà. Dins de la pròpia història intel·lectual de l'autor, la TCP va significar un viratge fonamental, ja que s'hi reorganitzen i radicalitzen elements presents prèviament en els seus escrits anteriors, atorgant-los un sentit i una potencialitat teòrica completament noves. D'acord amb Rita Segato, la TCP representa un punt de trencament dins de les ciències socials, atès que els seus postulats ofereixen una nova manera de concebre i interpretar la història, no només a nivell llatinoamericà sinó mundial, exercint una creixent influència entre destacats intel·lectuals crítics de la realitat contemporània, tals com Immanuel Wallerstein, Enrique Dussel, Antonio Negri i Boaventura de Sousa Santos, essent Walter Mignolo un dels seus principals divulgadors dins del món acadèmic. Segato situa la formulació de la TCP dins del context de canvi d'època en la història política de finals del segle xx, marcat per la caiguda del mur de Berlín i la fi de la Guerra Freda, ja que, a la vegada que eren desmuntats els sistemes polítics produïts pel «socialisme realment existent», també es desmuntava el paradigma de les ciències socials enclaustrat en la pugna capitalisme-comunisme.

### Trajectòria intel·lectual i influències
D'acord amb César Germaná, la perspectiva de Quijano continua en aspectes significatius la recerca de José Carlos Mariátegui sobre la societat peruana i la seva transformació. Té com a preocupació l'elaboració de nous conceptes que li permetin donar compte de l'específica realitat historicosocial llatinoamericana, a partir del qüestionament de la perspectiva epistemològica eurocèntrica i de l'enfocament la característica principal del qual és una concepció dualista i evolucionista de la realitat social. D'aquí el debat permanent amb les dues versions competitives del racionalisme reduccionista eurocèntric: la teoria de la modernització de funcionalisme estructural i el materialisme històric del marxisme-leninisme.
Enfront d'aquests enfocaments, a partir dels quals Amèrica Llatina és vista com si es tractés d'Europa, Quijano se situa en una perspectiva de coneixement radicalment diferent. El seu punt de vista es caracteritza pel qüestionament de la manera eurocèntrica de conèixer la vida social, i està centrat en les categories d'heterogeneïtat estructural i dependència. Per Quijano, la noció d'heterogeneïtat estructural va ser proposada, després de la Segona Guerra Mundial, «per a palesar la manera característica de constitució de la nostra societat, una combinació i contraposició de patrons estructurals els orígens dels quals i naturalesa eren molt diversos entre si». Així, doncs, la societat és considerada com una totalitat històrica, en la mesura en què està constituïda per diversos ordres de fenòmens imbricats mútuament, però no de manera homogènia, sinó de forma conflictiva i contradictòria, constituint una estructura de poder social. Per aquesta raó, al concepte d'heterogeneïtat estructural se li va incorporar el de dependència, idea que ja no és pensada com la subordinació d'un país respecte d'un altre, com el proposava el corrent de pensament nacionaldesenvolupista, sinó que al·ludeix a «una estructura de poder que consisteix en una associació d'explotació i de dominació entre els dominants de l'ordre internacional amb els de l'ordre intern d'un país o d'una nació, amb tot el que això implicava per a tots els àmbits de l'existència social».

En el recompte d'aquesta trajectòria de la construcció d'«una altra epistemologia», és important examinar l'anàlisi que realitza Quijano sobre l'obra de José Carlos Mariátegui. Considera que Mariátegui es caracteritza per una «vigorosa autonomia intel·lectual» que li permet superar les «opcions eurocèntriques de recerca i revolució de la societat». I identifica aquesta singularitat en:
[…] l'ús de les categories elaborades en la versió eurocèntrica de la racionalitat moderna, però redefinides per la seva inserció dins d'una perspectiva de coneixement radicalment diferent de la llavors dominant entre els marxistes europeus i, sobretot, en l'estalinisme internacional.
En aquest sentit, Quijano veu en l'obra de Mariátegui el projecte de construcció d'una perspectiva epistemològica que es desenvolupa en oposició a l'eurocentrisme i que desemboca en una racionalitat alternativa a la dominant, el nucli bàsic de la qual gira entorn de la identificació de l'especificitat de la societat peruana com l'articulació d'elements històrics estructuralment heterogenis i que, per tant, no estan travats de manera sistemàtica ni orgànica sinó conflictiva. L'exploració dels problemes vinculats amb la delimitació d'una racionalitat alternativa encaminarà Quijano a debatre les qüestions implicades en la noció de «modernitat». Aquest concepte és considerat per Quijano com el vast conjunt de canvis que es van donar en la totalitat del món sota l'hegemonia europea, a partir del segle xvi, i que va significar la creixent racionalització de l'existència social, en el sentit del que Max Weber denominava «racionalitat formal» i Max Horkheimer «racionalitat instrumental». Es tracta de formes de relacions socials on l'acció està guiada pel càlcul dels mitjans, essent racional la conducta reeixida: aquella que ha utilitzat els mitjans més adequats per aconseguir un fi determinat. Aquesta forma de racionalitat, segons Quijano, es va imposar en la «raó burgesa» enfront de la «racionalitat històrica» que implicava «una promesa d'existència social racional, en tant que promesa de llibertat, d'equitat, de solidaritat i de millorament continu de les condicions materials d'aquesta existència social». Precisament, observa que a Amèrica Llatina es donen les condicions perquè aquesta racionalitat històrica es trobi amb la racionalitat que va sorgir al món precolonial. La racionalitat alternativa a la de la modernitat eurocèntrica és possible en la mesura en què existeixen elements de l'herència cultural dels pobles que «poden ser reconeguts, que comencen a ser reconeguts, com a portadors d'un sentit històric oposat a l'imperi de la raó instrumental i a un culturalisme obscurantista». Així, per exemple, en la tradició andina apareix una proposta alternativa de racionalitat on la realitat és considerada com una totalitat que engloba allò màgic.
La racionalitat, no és un desencantament del món, sinó la intel·ligibilitat de la seva totalitat. El real no és racional si exclou la seva màgia. Rulfo i Arguedas, en les seus privilegiades de l'herència de la racionalitat original d'Amèrica Llatina, ho van narrar.
D'aquesta manera, Amèrica Llatina apareix com «l'espai privilegiat que ha donat origen a una racionalitat històrica on conflueixen les conquestes racionals de totes les cultures». En l'examen de la modernitat, Quijano assenyala que la seva producció «té una relació directa i entranyable amb la constitució històrica d'Amèrica Llatina». El desenvolupament d'aquesta qüestió el portarà a explorar i debatre una àmplia problemàtica entorn del que anomenà «colonialitat del poder».

### La Teoria de la Colonialitat del Poder
El concepte de «colonialitat del poder» es refereix a un patró de poder global sorgit amb l'arribada de l'home europeu i posterior conquesta d'Amèrica, caracteritzat per l'establiment del sistema de dominació colonial i del mercat mundial capitalista, tots dos controlats per les potències imperials europees.
La colonialitat del poder es constitueix a través dos eixos centrals, un dels quals és la noció de «raça», com el fonament de tot un nou sistema de dominació social, i l'altre eix és l'articulació de totes les «formes de producció» en una única estructura de producció de mercaderies per al mercat mundial capitalista. Com a part fonamental del fenomen d'«eurocentrament» del patró del poder colonial, apareix el concepte d'«eurocentrisme», el qual és una manera de producció i control de relacions intersubjectives (l'imaginari social, la memòria històrica i la producció de coneixement) dependents tant de les exigències del capitalisme com de la necessitat dels colonitzadors de perpetuar i naturalitzar la seva dominació.
El tret més potent de l'eurocentrisme és la imposició d'un enfocament distorsionat sobre els dominats que els obliga a veure's amb els ulls del dominador, la qual cosa bloqueja i encobreix la perspectiva històrica i cultural autònoma dels dominats sota el patró de poder vigent. En el cas de l'Amèrica Llatina, la formació dels estats nació i de les identitats nacionals va ser de caràcter colonial, ja que va romandre el model de classificació racial entre els «blancs» i els altres grups (indis, negres, mestissos, etc.), alhora que la prèvia supeditació de les relacions socials al colonialisme, va subordinar la producció de subjectivitats de les poblacions dominades a la imitació dels models culturals europeus.

#### La noció de raça
Segons Quijano, la noció de raça, com a primera categoria social de la modernitat, ha exercit un paper central dins de les noves identitats geoculturals globals que es van constituir amb el colonialisme espanyol a principis del segle xvi, articulant-se posteriorment amb altres formes de classificació social basades en les idees de classe i de gènere/sexualitat.
Amb la formació d'Amèrica s'estableix una categoria mental nova, la noció de raça. Des de l'inici de la conquesta, els vencedors inicien una discussió històricament fonamental per a les posteriors relacions entre els pobles del nou món, i especialment entre europeus i no-europeus, sobre si els aborígens d'Amèrica tenen ànima o no i, en definitiva, si tenen o no naturalesa humana. La ràpida conclusió decretada des del papat va ser que són humans. Però des de llavors, en les relacions intersubjectives i en les pràctiques socials del poder, va quedar formada, d'un part, la idea que els no-europeus tenen una estructura biològica no solament diferent de la dels europeus, sinó, sobretot, pertanyent a un tipus o nivell inferior. D'una altra part, la idea que les diferents cultures estan associades a tals desigualtats biològiques i que no són, per tant, producte de la història de les relacions entre pobles. Aquestes idees han configurat profundament tot un complex cultural, una matriu d'idees, d'imatges, de valors, d'actituds, de pràctiques socials, que no cessa d'estar implicat en les relacions entre els pobles, inclusivament quan les relacions polítiques colonials ja han estat cancel·lades. Aquest complex és el que coneixem com a racisme.
En el patró de poder de la colonialitat, la idea de raça i el complex ideològic del racisme impregnen tots i cadascun dels àmbits d'existència social i constitueixen la més profunda i eficaç forma de dominació social, material i intersubjectiva. És per això que la posició subalterna dels pobles sotmesos per aquest específic i històric patró de dominació serà vista, no com el resultat d'un conflicte de poder, sinó com la derivació lògica d'una inferioritat essencial en la seva naturalesa.

#### L'articulació de les maneres de producció: el capitalisme
El segon eix de la colonialitat, com a actual patró de poder, està compost per un sistema de relacions socials materials que es va gestar en el mateix moviment històric de producció i de control de subjectivitats que dona origen als exercicis classificatoris descrits en el primer eix. En aquest sentit, amb la conquesta d'Amèrica, comença a gestar-se paral·lelament un nou sistema de control del treball, que consisteix en l'articulació de totes les formes conegudes d'explotació en una única estructura de producció de mercaderies per al mercat mundial, al voltant de l'hegemonia del capital. La categoria analítica de «capitalisme» es refereix precisament al conjunt format per aquesta articulació estructural. El capitalisme es va desenvolupar desintegrant tots els antics patrons de control del treball, absorbint i redefinint tots els fragments estructurals anteriors que li fossin útils. Encara que aquest eix de l'actual patró de poder es manifesta globalment des dels seus començaments, no ha existit mai de manera històrica homogènia. Per contra, a causa del seu propi caràcter, el capitalisme articula (a més de diferents formes d'explotació) múltiples contextos històric estructuralment heterogenis, configurant amb tots ells un únic ordre mundial encarnat en l'actual patró global del control del treball.
En el procés de constitució històrica d'Amèrica, totes les formes de control, d'explotació del treball i de control de la producció-apropiació-distribució de mercaderies, van ser articulades al voltant de la relació capital-salari i del mercat mundial. Van quedar-hi incloses l'esclavitud, la servitud, la petita producció mercantil, la reciprocitat i el salari. En tal assemblatge, cadascuna d'aquestes formes de control del treball no era una mera extensió dels seus antecedents històrics. Totes eren històricament i sociològicament noves. En primer lloc, perquè van ser deliberadament establertes i organitzades per produir mercaderies per al mercat mundial. En segon lloc, perquè no existien només de manera simultània al mateix espai/temps, sinó totes i cadascuna articulades al capital i al seu mercat, i així entre si. Van configurar, doncs, un nou patró global de control del treball, i al seu torn un element fonamental d'un nou patró de poder, del qual eren conjuntament i individual dependents històrics estructurals. Això és, no només pel seu lloc i funció com a parts subordinades d'una totalitat, sinó perquè sense perdre les seves respectives característiques específiques i sense perjudici de les discontinuïtats de les seves relacions amb l'ordre conjunt i entre elles mateixes, el seu moviment històric dependrà d'ara endavant de la seva pertinença al patró global de poder. En tercer lloc, i com a conseqüència, per satisfer les noves funcions cadascuna d'elles va desenvolupar nous trets i noves configuracions historicoestructurals.
Sobre la configuració d'aquests dos eixos, d'una banda, la producció de noves identitats geoculturals (indis, negres, blancs i, en un altre sentit, Amèrica, Europa, Occident, Orient, etc.) i d'altra banda, el control del treball a través del sorgiment de noves relacions socials materials de producció, es conforma la colonialitat com a patró de poder global. Encara que posseeix un caràcter global, la colonialitat del poder s'ha gestat als diferents espais i temps planetaris de forma específica i heterogènia, sofrint a més constants transformacions històriques però no per això deixant d'existir com a fonament de les relacions de dominació, explotació i conflicte.

#### El control de la intersubjectivitat: l'eurocentrisme
De la mateixa forma, dins dels eixos de la colonialitat del poder, les maneres de producció i de control de la subjectivitat adquireixen un caràcter específic supeditat a aquest patró de poder. La subjectivitat és desglossada per Aníbal Quijano en tres elements fonamentals: l'imaginari social, la memòria històrica i les perspectives de coneixement. Dins del patró de poder de la colonialitat, aquests tres elements s'expressen en l'eurocentrisme. Així denomina Quijano la manera de producció i de control de les relacions intersubjectives, que va ser elaborat i sistematitzat a mitjan segle xvii a Europa, com a part de l'eurocentrament del patró de poder modern/colonial. Així, l'eurocentrisme està caracteritzat per un imaginari social, una memòria històrica i una perspectiva de coneixement, dependents tant de les exigències del capitalisme com de la necessitat dels colonitzadors de perpetuar i naturalitzar la seva dominació. Això ha inclòs històricament l'apropiació dels èxits intel·lectuals i fins i tot tecnològics dels colonitzats. No obstant això, el tret més potent de l'eurocentrisme ha estat una manera d'imposar sobre els dominats un mirall distorsionador que els obligarà, d'ara endavant, a veure's amb els ulls del dominador, bloquejant i encobrint la perspectiva històrica i cultural autònoma dels dominats sota el patró de poder actual.
L'eurocentrisme, per tant, no és la perspectiva cognitiva dels europeus exclusivament, o només dels dominants del capitalisme mundial, sinó del conjunt d'aquelles persones educades sota la seva hegemonia. Es tracta de la perspectiva cognitiva produïda al llarg del temps del conjunt del món eurocentrat del capitalisme colonial/modern, i que naturalitza l'experiència des pobles en aquest patró de poder. Des del segle xviii, sobretot amb l'Il·luminisme, en l'eurocentrisme es va anar afirmant la mitològica idea que Europa era preexistent a aquest patró de poder i que ja era abans un centre mundial del capitalisme que va colonitzar la resta del món i va elaborar, pel seu compte i des de dins, la modernitat i la racionalitat. En aquest ordre d'idees, Europa i els europeus eren el moment i el nivell més avançat en el camí lineal, unidireccional i continu de l'espècie. Es va consolidar així, juntament amb aquesta idea, un altre dels nuclis principals de la modernitat/colonialitat: una concepció de la humanitat segons la qual la població del món es diferencia en inferiors i superiors, irracionals i racionals, primitius i civilitzats, tradicionals i moderns.
D'aquesta manera, en parlar de colonialitat s'està denotant el patró de poder global del sistema-món modern capitalista originat amb la conquesta d'Amèrica per part del colonialisme europeu del segle xvi (principalment espanyol i portuguès), continuat sota l'hegemonia francesa i holandesa durant el segle xviii, perllongat amb l'imperialisme anglès al segle xix, i estès amb el domini de l'imperialisme estatunidenc des de principis del segle XX fins avui en dia, a través d'una llarga llista de transformacions i transmutacions de les dimensions subjectives (classificacions socials) i materials (formes de control del treball) d'aquest patró. Per tant, és possible parlar d'una matriu colonial del poder, en tant que sistema ordenador i acumulatiu de les relacions socials i de la disposició del poder, en la trama de relacions socials que constitueix la història d'Amèrica Llatina. Amb les independències llatinoamericanes a principis del segle xix, s'inicia un procés de descolonització però no de descolonialitat. És a dir, els nous estats nacionals llatinoamericans aconsegueixen independitzar-se de les potències hegemòniques, però la colonialitat i els seus efectes fonamentals segueixen operant a l'interior dels diferents països, produint-se, amb el temps, diferents estructuracions socials, totes, no obstant això, articulades sota el mantell de la diferència colonial i del control del treball per mitjà del capitalisme.